# Małokurgannyj
Małokurgannyj (ros. Малокурганный) – osiedle w Rosji, w Karaczajo-Czerkiesji, w okręgu miejskim Karaczajewska. W 2010 liczyło 1121 mieszkańców.